# Paweensuda Drouin
Jennifer Paweensuda Saetan-Drouin (en tailandés: เจนนิเฟอร์ ปวีณสุดา แซ่ตั่น ดรูอิ้น; Bangkok, 12 de octubre de 1993), también conocida por su apodo tailandés Fahsai (en tailandés: ฟ้าใส, «cielo despejado»), es una modelo y DJ tailandesa que fue coronada Miss Universo Tailandia 2019, y representó a Tailandia en el concurso Miss Universo 2019 siendo parte del top 5. Criada en Canadá, Paweensuda se mudó a Tailandia para trabajar como modelo y DJ. Después de ubicarse en el primer lugar en Miss Tailandia 2013 y segundo en Miss Universo Tailandia 2017, Paweensuda fue nombrada Miss Tierra Tailandia 2017 y se ubicó en el Top 8 de Miss Tierra 2017.

## Primeros años
Paweensuda nació como Jennifer Paweensuda Saetan-Drouin el 12 de octubre de 1993. Nació en Tailandia, pero creció en Canadá.  A menudo se la llama cariñosamente por su apodo tailandés Fahsai. Su madre es tailandesa-china, mientras que su padre es euro-canadiense. Vive en Montreal (Quebec). En 2017, se graduó summa cum laude con una licenciatura en kinesiología. Paweensuda se mudó de Canadá a Bangkok en Tailandia como adulto, para trabajar como modelo en la industria del modelaje tailandés y como DJ.

## Carrera
Paweensuda comenzó su carrera en Tailandia en 2013, participando en el concurso Miss Tailandia Chinese Cosmos 2013; ella finalmente terminó como la segunda finalista. Posteriormente, fue seleccionada para representar a Tailandia en la competencia Miss China Cosmos Sudeste Asiático 2013 en Malasia, donde se ubicó entre los ocho primeros. Después de esta experiencia, Paweensuda comenzó a participar en más grandes concursos de Tailandia. En diciembre de 2013, compitió en Miss Tailandia 2013 y terminó como la segunda finalista; Aunque la ganadora de Miss Tailandia no se envía a ninguna competencia internacional, es el concurso más antiguo y tradicional de Tailandia, y Paweensuda declaró que compitió para honrar los deseos de su madre.
Después de Miss Tailandia, Paweensuda comenzó a centrarse en su educación y se retiró de los certámenes de belleza. Regresó en 2017, compitiendo en Miss Universo Tailandia 2017 . A pesar de ser una pionera en la competencia, se posicionó como la segunda finalista detrás de la ganadora Maria Poonlertlarp y también ganó el premio especial Miss Smile. Después de su actuación en Miss Universo Tailandia 2017, Paweensuda fue designada para representar a Tailandia en Miss Tierra 2017, donde se ubicó entre los ocho primeros, a pesar de ser una de las principales pioneras de la corona.  Dos años después, Paweensuda regresó a Miss Universe Tailandia y compitió en Miss Universe Tailandia 2019. Siendo una de las principales competidoras de la corona, Paweensuda ganó la competencia, siendo coronada por la titular saliente Sophida Kanchanarin y Catriona Gray de Filipinas, quien fue coronada Miss Universo 2018. En la competencia, ella también ganó el premio Mejor traje de baño, Posturas perfectas, Miss Popular Vote y fue una de las ocho participantes galardonadas con la Tiara Dorada. Paweensuda representó a Tailandia en Miss Universo 2019 donde a pesar de ser una de las máximas favoritas a alzarse con el título logró ubicarse en el top 5.